# Paisaje con nieve
Paisaje con nieve es un cuadro de 1888 del pintor holandés Vincent van Gogh. En él se observa a un hombre de espaldas caminando junto a su perro en un campo nevado. Se piensa que es uno de sus primeros cuadros de Arlés, en donde plasmaría un panorama cercano; se conserva en el Museo Solomon R. Guggenheim.

## En la cultura popular
En 2017, el presidente Donald Trump y la primera dama Melania, se lo pidieron prestado al museo para decorar la Residencia Ejecutiva de la Casa Blanca. La directora y curadora del centro Nancy Spector, declinó y a cambio le ofreció un retrete de oro de 18 quilates llamado “America” del artista italiano Maurizio Cattelan, que finalmente no se llevó.